# Drosophila fumipennis
Drosophila fumipennis är en tvåvingeart som beskrevs av Oswald Duda 1925.

## Taxonomi och släktskap
D. fumipennis ingår i släktet Drosophila och familjen daggflugor.

## Utbredning
Artens utbredningsområde sträcker sig från Costa Rica till Brasilien.